# Нейролингвистическое программирование
Нейролингвисти́ческое программи́рование (НЛП, от англ. Neuro-linguistic programming) — псевдонаучный подход к межличностному общению, развитию личности и психотерапии. НЛП было разработано в 1970-х годах американцами Джоном Гриндером и Ричардом Бендлером.
Создатели НЛП утверждают, что существует связь между неврологическими процессами (нейро-), языком (лингвистическое) и паттернами поведения (программирование), а также о возможности влиять на них специальными техниками для достижения желаемых целей. Техники НЛП направлены на копирование или моделирование поведения людей, добившихся успеха в некой области, для приобретения их навыков.
Не существует научных доказательств в пользу эффективности НЛП, оно признано псевдонаукой. Систематические обзоры указывают, что НЛП основано на устаревших представлениях об устройстве мозга, несовместимо с современной неврологией и содержит ряд фактических ошибок. Отмечается характерная псевдонаучная терминология, применяемая в НЛП.
Хотя имеются отдельные исследования с положительными результатами, по данным научных обзоров, все такие исследования имеют методологические недостатки. Всего было проведено в три раза больше исследований более высокого качества, в которых не удалось воспроизвести те результаты, о которых заявляют сторонники НЛП.
Несмотря на неэффективность, НЛП рекламируется гипнотерапевтами и тренинговыми компаниями, о нём выпускалось большое количество популярной психологической литературы.
Социологи и антропологи характеризуют НЛП как часть движения Нью Эйдж или движения за развитие человеческого потенциала. Ряд исследователей, анализировавших мошенничество в областях медицины, психологии и психиатрии, упоминают НЛП среди наиболее дискредитированных терапевтических практик.

## Название
Разработчики НЛП Ричард Бендлер, Джон Гриндер объясняют, что в нейролингвистическом программировании воплощены идеи Коржибски относительно того, что наши карты, или модели мира являются искажёнными репрезентациями ввиду особенностей нейрологического функционирования и ограничений, связанных с ним. «Информация о мире получается рецепторами пяти чувств (естественно чувств больше 5, существуют такие чувства, как чувство равновесия и т. д.) и затем подвергается различным нейрологическим трансформациям и лингвистическим трансформациям даже до того, как мы впервые получаем доступ к этой информации, что означает, что мы никогда не переживаем на опыте объективную реальность, не изменённую нашим языком и нейрологией».

### Альтернативные названия НЛП
Также иногда приёмы нейролингвистического программирования адаптируются под другими именами, связанными с НЛП:
- Новый код НЛП (Джон Гриндер)
- Design Human Engineering (DHE, Ричард Бендлер)
- Neuro Associative Conditioning (Энтони Роббинс)
- Нейросемантика (Neuro-Semantics, Майкл Холл)
- NLP Coaching, Time Line Therapy (Тэд Джеймс)

## История развития
Нейролингвистическое программирование разрабатывалось совместно тремя людьми — Ричардом Бендлером и Джоном Гриндером под попечительством антрополога, социального учёного, лингвиста и кибернетика Грегори Бейтсона в Калифорнийском университете, Санта-Круз, в 1960-е и 1970-е годы.
В основу НЛП легла техника копирования вербального и невербального поведения трёх психотерапевтов: Фриц Пёрлз (гештальттерапия), Вирджиния Сатир (семейная терапия) и Милтон Эриксон (эриксоновский гипноз).
В начале 1980-х Бендлер и Гриндер разошлись, началась серия судебных процессов на тему авторских прав на бренд «NLP», что вызвало появление множества альтернативных названий. В течение 1990-х в некоторых странах (например, Великобритания) был предпринят ряд попыток привести НЛП к более формальному и регулируемому основанию. Около 2001 года история с судебными исками была завершена.

## Общие сведения
Практикующие нейролингвистическое программирование считают, что якобы нашу субъективную реальность определяют убеждения, восприятие и поведение, и, следовательно, возможно проводить изменения поведения, трансформировать убеждения и лечить травмы. Техники, выработанные на основе данных наблюдений, своими создателями описывались как «терапевтическая магия», тогда как само НЛП описывалось как «исследование структуры субъективного опыта». Эти утверждения основываются на принципе, что любое поведение (будь то самое совершенное или дисфункциональное) не проявляется случайно, но имеет структуру, которую возможно понять. НЛП применяется в целом ряде сфер деятельности: продажи, психотерапия, коммуникация, образование, коучинг, спорт, управление бизнесом, межличностные отношения, а также в духовных движениях и в пикапе.

## Концепции и методики
Согласно одному из сторонников НЛП Роберту Дилтсу, философской основой НЛП является структурализм. Другие сторонники НЛП считают, что оно основывается не на теории, а на моделировании. В целом, практики НЛП более заинтересованы в том, что эффективно, а не в том, что истинно.

### Пресуппозиции
Пресуппозиции НЛП представляют собой одновременно и основные принципы нейро-лингвистического программирования. Пресуппозиции (например, «вселенная дружественна и полна ресурсов»), или набор позитивно сформулированных в виде афоризмов убеждений (не обязательно доказуемых), в НЛП используются в качестве базового инструмента для групповой и индивидуальной работы с техниками. По словам Джейн Ревелл, британского тренера НЛП, пресуппозиции «не являются философией, или нерушимым мировоззрением, или набором правил и регуляций. Скорее, это предположения, на основании которых индивиды совершают последующие действия».

### Экология
Сторонники НЛП определяют экологию как заботу о целостности взаимосвязей между существом и окружающей средой. Употребляется также в отношении внутренней экологии: уравновешенность взаимосвязей между личностью и её мыслями, поведением, способностями, ценностями и убеждениями.

### Латерализация мозга
Концепция функциональной асимметрии полушарий («латерализация мозга») используется в качестве одного из источников для базового предположения НЛП о том, что глазодвигательные сигналы (и иногда жесты) связаны с визуальной/аудиальной/кинестетической репрезентативной системами и определёнными зонами мозга. Например, согласно одной из теорий функциональной асимметрии, левая сторона считается более логическо-аналитической, а правая — более креативно-творческой, и зоны мозга, как считается, специализируются на выполнении определённых функций, связанных, например, с математикой и речью.
Впрочем, такие утверждения не вполне соответствуют современным научным представлениям в области физиологии мозга и часто критикуются как грубая и ненаучная аналогия.

### Техники
- Редактирование субмодальностей
- Хорошо сформулированный результат
- Взмах
- Пирамида логических уровней
- Шестишаговый рефрейминг
- Фокусы языка
- Изменение личностной истории
- Быстрое лечение фобий
- Быстрое лечение аллергий
- Линия времени
- Работа с эмоциями
- 3 позиции восприятия
- Рамка проблемы и рамка решения
- Стратегия Уолта Диснея
- Ассоциация/диссоциация
- Метамодель
- Якоря
- Я-концепция
- Сущностная трансформация
- Договор частей личности
- S.C.O.R.E.

### Новый код НЛП
Новый код НЛП — совокупность моделей и техник, расширяющих и дополняющих оригинальный вариант, называемый «классическим кодом» или «старым кодом». Новый код был создан Джоном Гриндером, соавтором классического кода, и его коллегой Джудит Делозье в середине 1980-х годов в ответ на критику первого поколения техник НЛП. Последователей классического НЛП критиковали за излишнюю механистичность процессов, личную неконгруэнтность во время применения «техник-ритуалов» и в недостаточном внимании к системным источникам возникновения проблем. Как и классическое НЛП, Новый код не является направлением академической психологии.
Как утверждает Гриндер, Новый код был разработан под влиянием идей антрополога Грегори Бейтсона о теории информации, книг Карлоса Кастанеды, а также того опыта, который Гриндер получил во время своего визита в Конго, где он обучался местным традициям танца, пения и игры на барабанах. В отличие от классического кода, который во многом являлся продуктом НЛП-моделирования психотерапевтов, таких как Милтон Эриксон, Фриц Перлз и Вирджиния Сатир, Новый код является продуктом сознательной разработки, дизайна.

## Критика
Различными людьми поднимаются вопросы о неэффективности практик НЛП, неэтичности использования НЛП, НЛП как психокульте, псевдонауке, преувеличенных и ложных заявлениях сторонников НЛП. Критика разделяется на два потока: с одной стороны, утверждается, что НЛП неэффективно и является мошенничеством, с другой же вопрос стоит относительно этичности его применения.
По мнению Маргарет Сингер и Джаньи Лалич, изучению корректности моделей, используемых НЛП, посвящено недостаточное количество научных исследований. Они выступают за недопустимость употребления слова «наука» по отношению к НЛП. Как указывает М. Корбаллис, название «нейролингвистическое программирование» было выбрано, чтобы умышленно создать впечатление научной респектабельности, тогда как «НЛП имеет мало общего с нейрологией, лингвистикой или даже респектабельной поддисциплиной нейролингвистикой».

### Научная критика
Со времени создания НЛП было проведено множество эмпирических исследований, экспериментально проверявших в лабораторных условиях эффективность методик НЛП и обоснованность его концепций. Бо́льшая часть научных экспериментов показала неэффективность методик НЛП, и отсутствие у них научного обоснования, хотя результаты ряда исследований всё же были положительными. Обзор исследований, проведённый Шарпли в 1984 и обзор, написанный в 1987, в ответ на критику Эйншпроха и Формана, показывают что эмпирические данные не подтверждают базовых положений НЛП, однако ряд методов НЛП дают результат.
Некоторые исследователи указывают на недостаточную проверку теорий НЛП в лабораторных условиях. НЛП также критикуют за то, что оно не является наукой и не имеет чётких теоретических обоснований. 

Хотя оно заявляет о неврологии в своей родословной, устаревшее представление НЛП об отношениях между когнитивным стилем и функционированием мозга, в конечном счете, сводится к грубым аналогиям. НЛП греется в лучах бесчисленных экспансивных свидетельств, но Национальный Исследовательский Совет (National Research Council) не мог выявить никаких достаточных данных в его пользу, или даже сжатого изложения его основной теории. (Beyerstein, 1990)
Одно исследование (Krugman, 1985) показывает, что НЛП не более эффективно в уменьшении тревоги, чем простое ожидание в течение часа.

### Богословская критика
В России многие общественные деятели и представители Православной церкви считают, что использование НЛП неприемлемо в рамках православия, поскольку для НЛП отношения между людьми становятся средством к личному успеху вместо средства к тео́зису через жертвенную любовь к ближнему.

### Вопрос этичности
Поскольку курсы НЛП доступны многим людям, некоторые авторы выражают озабоченность возможностью неэтичного использования НЛП. Например, в книге «Технологии изменения сознания в деструктивных культах», изданной под авторством Тимоти Лири (который с энтузиазмом относился к НЛП и с которым в конце 1980-х сотрудничал Робертом Дилтсом, когда вводил концепцию реимпринтинга Т. Лири в НЛП), М. Стюарт и других авторов, отмечается: «Большое количество людей познакомилось с техниками погружения в гипнотический транс, не имея ни малейшего представления об этической стороне работы с подсознанием».
Известный американский исследователь сект Рик Росс утверждает, что приёмы нейролингвистического программирования используются в некоторых новых религиозных движениях для обращения людей и их последующего контроля. Помимо этого, нейролингвистическое программирование рассматривается некоторыми исследователями в контексте психокультов и альтернативных религий в связи с тем, что корни НЛП можно найти в движении за человеческий потенциал. В книге Стивена Ханта «Alternative Religions: A Sociological Introduction» обсуждается наличие религиозного аспекта в движении НЛП: 

Альтернативой саентологии является нейро-лингвистическое [программирование] (НЛП), хотя, как и в других случаях, рассмотренных ниже, в ней содержится больше неявно выраженной религиозности. … Вероятно, [в НЛП] присутствуют некоторые схожие моменты со школами восточного мистицизма. Например, в кратких биографиях тренеров НЛП всегда упоминаются имена людей, у которых они обучались. Не являясь религиозной системой per se, эта программа может рассматриваться как аналогичная новым религиям восточного происхождения, восходящим в своей истории через вереницу гуру, и эзотерическим движениям, заявляющим о праве называться аутентичными благодаря своему происхождению из предшествующих движений.